# Batalla d'Aizenay (1815)
La batalla d'Aizenay va tenir lloc la nit del 20 al 21 de maig de 1815 durant la guerra de Vendée de 1815.

## Preludi

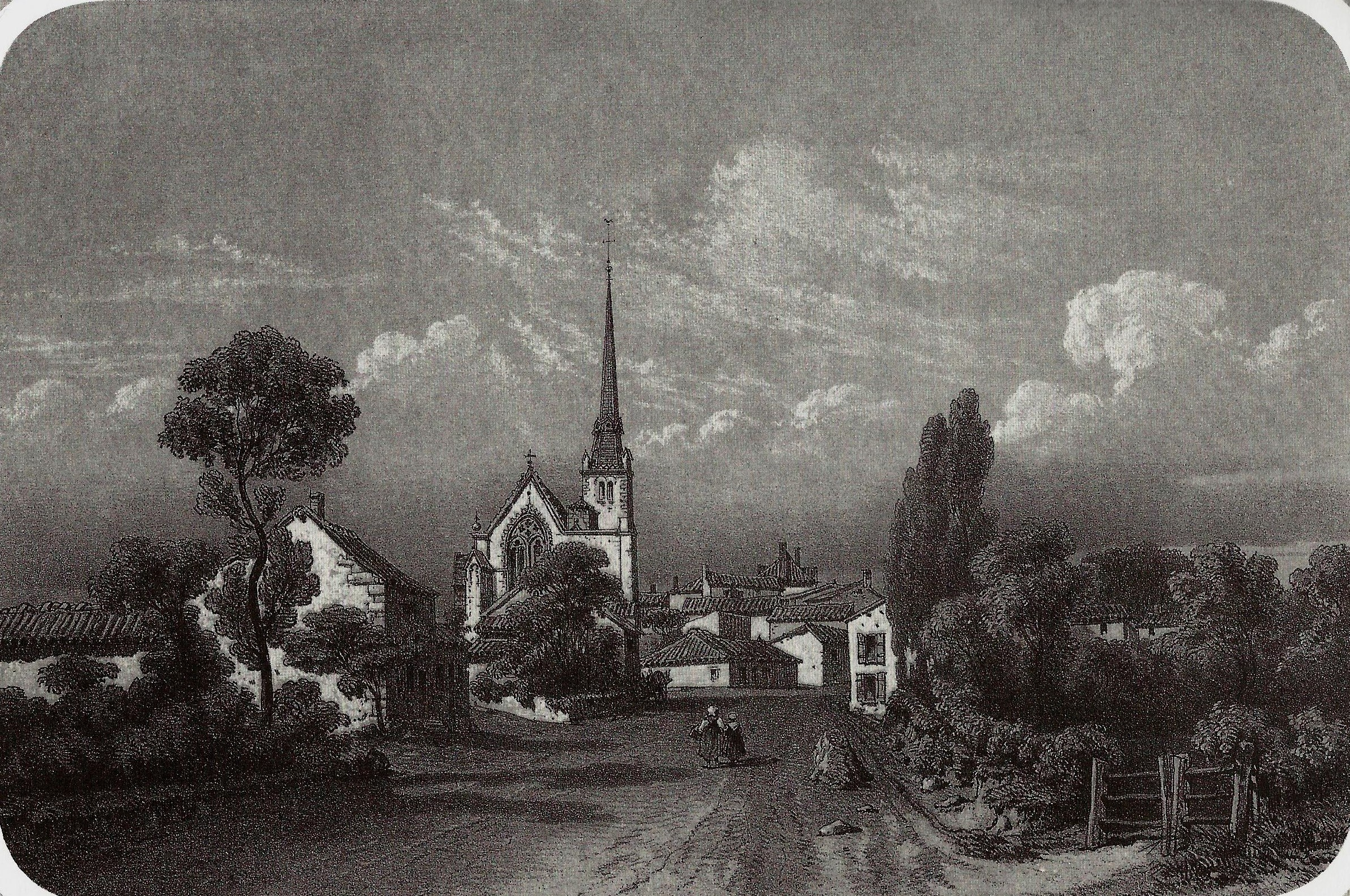
Aizenay per Thomas Drake

El 19 de maig de 1815, després de la batalla de L'Aiguillon, els exèrcits vendéans de Pierre Constant de Suzannet i Charles Sapinaud de La Rairie es van reunir a Palluau, on Louis de La Rochejaquelein va ser reconegut com a "general en cap de l'Exèrcit Reial". Aquest darrer va decidir aleshores marxar cap a la ciutat de La Roche-sur-Yon, aleshores anomenada Napoleó pels bonapartistes i Borbó pels reialistes.
L'exèrcit de Vendée es va aturar el vespre del 20 de maig a Aizenay, a uns quinze quilòmetres al nord-oest de La Roche-sur-Yon, per passar la nit. Les tropes de Suzannet acamparen a la carretera de La Mothe-Achard, al sud de la població, i les altres a la mateixa població.
Informat dels moviments reialistes, el general imperial Jean-Pierre Travot va sortir de Saint-Gilles-sur-Vie el 20 de maig, a les 10 del matí, i va anar a trobar-se amb els Vendéens.

## Forces presents
Al costat imperial, el major general Jean-Pierre Travot està al capdavant de 530 infants dels regiments d'infanteria de línia 43 i 61, 80 gendarmes a cavall, 103 gendarmes a peu, 140 artillers i 240 caçadors de Vendée, és a dir, 1.093 homes.
L'exèrcit de Vendée era de 6.000 homes, segons el «Precis de la campagne de 1815» de Suzannet. Un informe del prefecte Ferri-Pisanu dóna el mateix número. A les seves memòries, l'oficial reialista Simon Canuel esmenta 8.000 homes. L'exèrcit està comandat pel general en cap Louis de La Rochejaquelein i per Pierre Constant de Suzannet i Charles Sapinaud de La Rairie.

## Procés
Travot va llançar l'atac entre les 23 h i la mitjanit. Els imperials es van acostar a la nit i van cridar: "Visca el rei!" als pocs sentinelles que troben. Travessen el poble i després creuen el camp de Vendée. Els reialistes es van sorprendre mentre dormen i van cedir ràpidament al pànic. Algunes persones es disparen entre elles per error. Els agents, reunits aleshores fora de la ciutat, van arribar després de l'inici dels combats i no van poder restablir l'ordre. L'efecte del pànic es veu agreujat pels músics imperials, escampats per Travot al voltant d'Aizenay, que donen la il·lusió d'un encerclament complet.
La lluita va acabar cap a les 3 de la matinada. Els Vendéens van fugir i alguns d'ells es van refugiar al bosc d'Aizenay. Les tropes de Suzannet, que es van quedar enrere, es van arrossegar a la derrota. L'exèrcit es dispersa i els combatents tornen als seus pobles.

## Pèrdues
Les pèrdues no es coneixen amb precisió. En les seves memòries, Simon Canuel reconeix que «l'enemic va perdre alguns dels seus», però que «la pèrdua dels reialistes va ser més considerable». Per Alphonse de Beauchamp, els Vendéans van perdre una trentena d'homes i els imperials van deixar una cinquantena de morts. Berthre de Bourniseaux dóna un nombre de morts de 35 per als reialistes. Segons Émile Gabory, Travot només va perdre uns quants homes, inclòs un oficial, en comparació amb una cinquantena dels reialistes. L'any 2015, l'historiador Aurélien Lignereux estimava que les pèrdues de la Vendée van ser probablement d'uns cinquanta homes.
Entre els dirigents reialistes, Guerry de Beauregard, cunyat de La Rochejaquelein, fou assassinat. Ludovic de Charette, nebot del general François de Charette, de 27 anys, va resultar ferit de mort i va morir el 31 maig. Saint-André, un jove oficial aterrat recentment, és ferit i fet presoner. Segons Simon Canuel, Travot li va salvar la vida i va estar empresonat fins al juliol a La Rochelle.